# Idaea aureolaria
Idaea aureolaria là một loài bướm đêm trong họ Geometridae.

## Hình ảnh

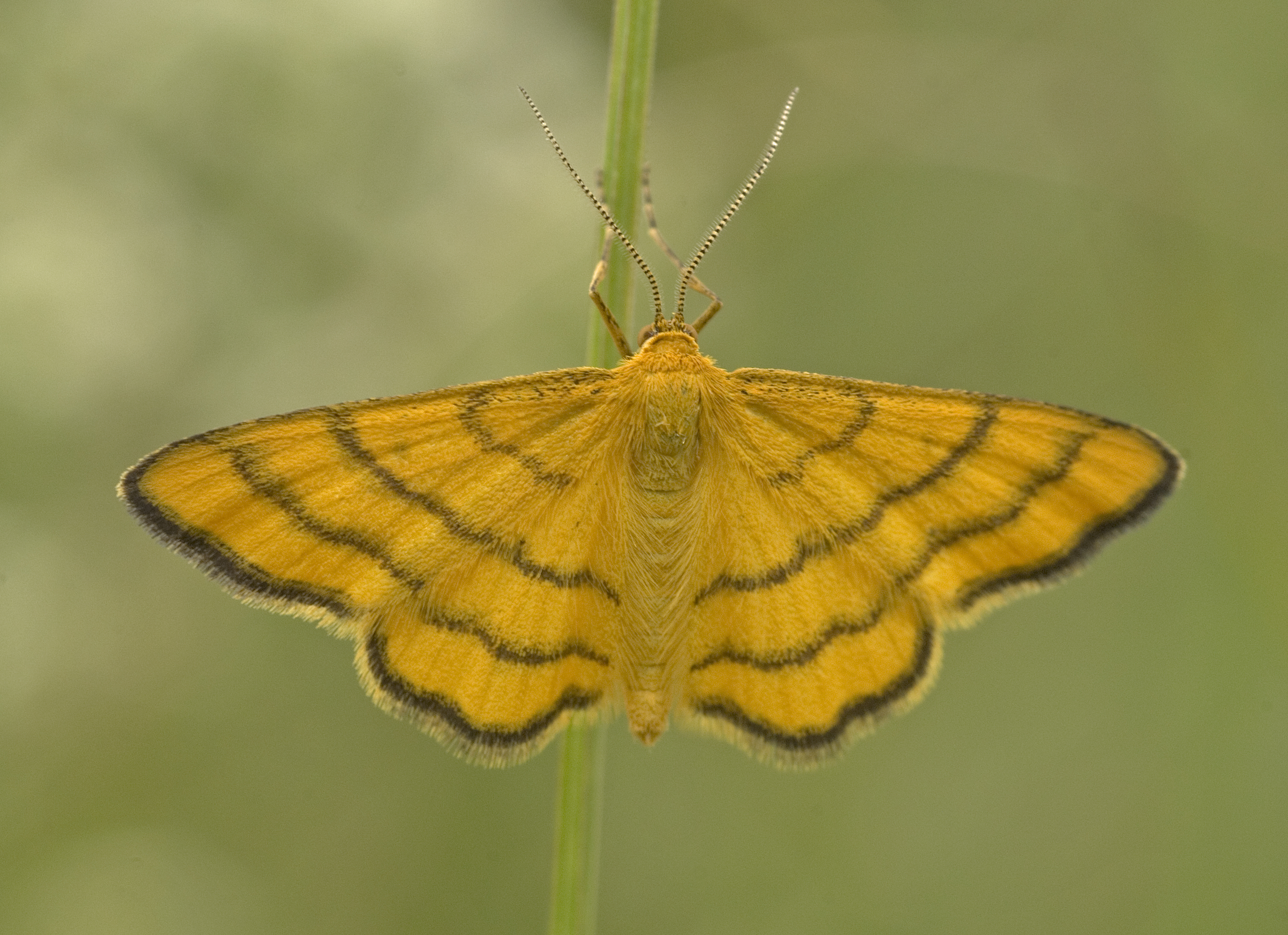